# Puzhithivakkam
Puzhithivakkam  es una ciudad y municipio situada en el distrito de Chennai en el estado de Tamil Nadu (India). Su población es de 53322 habitantes (2011). Se encuentra a 13 km de Chennai y a 61 km de Kanchipuram. Forma parte del área metropolitana de Chennai.

## Demografía
Según el censo de 2011 la población de Puzhithivakkam  era de 53322 habitantes, de los cuales 26770 eran hombres y 26552 eran mujeres. Puzhithivakkam tiene una tasa media de alfabetización del 94,95%, superior a la media estatal del 80,09%: la alfabetización masculina es del 97,10%, y la alfabetización femenina del 92,79%.